# Hetaerolite
L'hetaerolite (simbolo IMA: Hta) è un minerale raro del supergruppo dello spinello e in particolare degli ossispinelli, nella cui famiglia occupa un posto nel sottogruppo dello spinello; appartiene alla classe minerale degli "ossidi e idrossidi" con la composizione chimica ZnMn3+2O4 e quindi chimicamente un ossido di zinco-manganese.

## Etimologia e storia
L'hetaerolite è stata scoperta per la prima volta nella miniera di Passaic a Sterling Hill vicino a Ogdensburg nella contea di Sussex, New Jersey (Stati Uniti). Fu descritto per la prima volta nel 1877 da Gideon Emmet Moore (1842-1895). Chiamò il minerale dopo l'antica parola greca έταίρος [etairos] per "partner", in riferimento alla sua associazione con il minerale calcofanite, che era stato scoperto tre anni prima nella stessa località tipo.
Il materiale tipo è esposto nel Museo Mineralogico dell'Università di Harvard a Cambridge, Massachusetts (Stati Uniti) con il numero di catalogo 134145.

## Classificazione
L'attuale classificazione dell'Associazione Mineralogica Internazionale (IMA) colloca l'hetaerolite nel supergruppo dello spinello, dove si trova insieme a cromite, cocromite, coulsonite, cuprospinello, dellagiustaite, deltalumite, franklinite, gahnite, galaxite, guite, hausmannite, hercynite, jacobsite, maghemite, magnesiocromite, magnesiocoulsonite, magnesioferrite, magnetite, manganocromite, spinello, termaerogenite, titanomaghemite, trevorite, vuorelainenite e zincocromite formano il sottogruppo dello spinello all'interno degli ossispinelli. A questo gruppo appartengono anche la chihmingite e la chukochenite descritte dopo il 2018, nonché la nicromite, il cui nome non è ancora stato riconosciuto dal CNMNC dell'IMA.
Già nell'obsoleta 8ª edizione della Sistematica dei minerali secondo Strunz, l'hetaerolite apparteneva alla classe dei minerali degli "Ossidi e Idrossidi" e lì alla sottoclasse dei "Composti con M3O4 e composti correlati", dove, insieme alla hausmannite e all'ormai screditata vredenburgite, formava la "serie della hausmannite" con il sistema nº IV/B.02.
Nella Sistematica dei lapis (Lapis-Systematik) di Stefan Weiß, che è stata rivista e aggiornata l'ultima volta nel 2018 e che si basa ancora su questo sistema classico di Strunz per rispetto verso i collezionisti privati e le collezioni istituzionali, il minerale è stato assegnato al numero di sistema e minerale IV/B.05-40. In questa sistematica ciò corrisponde al dipartimento "Ossidi con rapporto metallo : ossigeno = 3:4 (spinello tipo M3O4 e composti correlati)", dove l'hetaerolite insieme a filipstadite, harmunite, hausmannite, idrohetaerolite (screditata nel 2018), iwakiite, marokite, tegengrenite, wernerkrauseite e xieite forma un gruppo indipendente, ma senza nome.
Anche la 9ª edizione della sistematica minerale di Strunz, valida dal 2001 e aggiornata dall'Associazione Mineralogica Internazionale (IMA) fino al 2024, classifica l'hetaerolite nel dipartimento degli ossidi con il rapporto "metallo : ossigeno = 3:4 e simili". Tuttavia, questo è ulteriormente suddiviso in base alla dimensione relativa dei cationi coinvolti, in modo che il minerale possa essere trovato in base alla sua composizione nella suddivisione "Con solo cationi di medie dimensioni", dove è solo insieme all'hausmannite, all'idrohetaerolite e all'iwakiite, che è stato screditato nel 2018, il "Gruppo hausmannite" con il sistema nº 4.BB.10.
La classificazione dei minerali di Dana, che viene utilizzata principalmente nel mondo anglosassone, classifica l'hetaerolite nella classe degli "ossidi e idrossidi" e lì nel dipartimento degli "ossidi multipli". Qui può essere trovato nel gruppo senza nome 07.02.07 all'interno della suddivisione "Ossidi multipli (A+B2+)2X4, gruppo dello spinello".

## Chimica
La composizione teorica idealizzata dell'hetaerolite (ZnMn3+2O4) è costituita dal 27,33% in peso di zinco (Zn), dal 45,92% in peso di manganese (Mn) e dal 26,75% in peso di ossigeno (O).
I campioni di minerali provenienti da Sterling Hill, nel New Jersey, d'altra parte, contenevano anche miscele estranee di ferro (0,24% Fe2O3), magnesio (0,49% MgO) e silicio (0,18% SiO2).

## Abito cristallino
L'hetaerolite cristallizza tetragonalmente nel gruppo spaziale I41/amd (gruppo nº 141) con le costanti di reticolo a = 5,72 Å e c = 9,24 Å e con 4 unità di formula per cella unitaria.

## Origine e giacitura
L'hetaerolite si forma principalmente come roccia secondaria nei giacimenti di minerali idrotermali. I minerali di accompagnamento includono altri minerali di manganese come calcofanite, hodgkinsonite, manganite e romanèchite, nonché altri minerali come calcite, franklinite, emimorfite e willemite.
Essendo una formazione minerale rara, l'hetaerolite è stata rilevata solo in pochi siti, anche se finora sono stati documentati circa 130 siti in tutto il mondo. A parte la sua località tipo, la miniera di Passaic (anche pozzo di Passaic o miniera di Marshall) e la vicina miniera di sterling su Sterling Hill vicino a Ogdensburg, il minerale è stato trovato solo nel New Jersey presso la miniera di Franklin nell'insediamento minerario dello stesso nome.
Altri siti noti negli Stati Uniti includono diversi pozzi e pozzi a Bisbee e Tombstone nella contea di Cochise, la miniera 79 Mine nella contea di Gila, Rowley Mine nella contea di Maricopa, Black Warrior Mine nella contea di Yavapai e Superior nella contea di Pinal, in Arizona; le fosse di Santa Rosa vicino a Malpais Mesa, Lead Mountain vicino a Barstow, Mohawk (Mohawk Hill) nella contea di Clark Mountain e Desert View vicino a Fawnskin in California; presso la miniera di Wolftone e la miniera di Tucson vicino a Leadville nella contea di Lake, in Colorado; nella Menominee Iron Belt nella Contea di Iron, Michigan; in diverse cave nella contea di Granite, nel Montana; presso la miniera d'argento di Candelaria nella contea di Mineral e la miniera di Grand Deposit nella contea di White Pine, in Nevada; in diverse miniere in varie contee del New Mexico, così come nella miniera di Gold Hill nella contea di Tooele e nella miniera di Burgin nella contea di Utah nello Utah.
In Germania, l'hetaerolite è stata finora trovata a Hartkoppe (cava di Fuchs) nel comune bavarese di Sailauf, nelle cave vicino a Müsen e Juno vicino a Ramsbeck, nonché a Mechernich, Bleiberg nella Renania Settentrionale-Vestfalia e nella miniera di Friedrichssegen vicino a Bad Ems in Renania-Palatinato.
Finora, l'unico sito noto in Austria è l'Emmastollen con mineralizzazione di piombo-zinco a Ratteingraben vicino a Waitschach in Carinzia.
In Svizzera, l'hetaerolite è stata finora conosciuta solo dalla miniera di Chez Larze con skarn contenente magnetite sul Mont Chemin vicino a Martigny, nel Canton Vallese.
Altri siti includono Australia, Belgio, Bulgaria, Cile, Cina, Grecia, India, Iran, Irlanda, Italia, Giappone, Yemen, Messico, Namibia, Macedonia del Nord, Norvegia, Polonia, Portogallo, Romania, Russia, Arabia Saudita, Zimbabwe, Spagna, Sud Africa, Tunisia e Regno Unito.

## Forma in cui si presenta in natura
Il minerale è generalmente opaco e traslucido solo ai bordi sottili. Le superfici dei cristalli da nero-brunastro a nero mostrano una lucentezza metallica.